# Girotondo (rivista)
Girotondo è una rappresentazione di Avanspettacolo presentata dalla Compagnia Isa Bluette nella stagione 1927-1928. Il debutto, alla Sala Umberto I di Roma, è avvenuto il 16 febbraio 1928.

## Critica
(Anonimo, La Tribuna, 17 febbraio 1928)